# Кочівницька коса

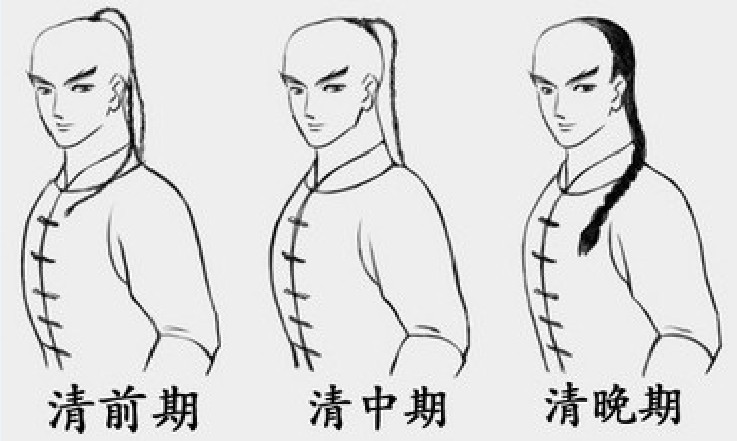
Маньчжурська коса. Зліва направо: 17 століття, 18 століття, 19 століття.

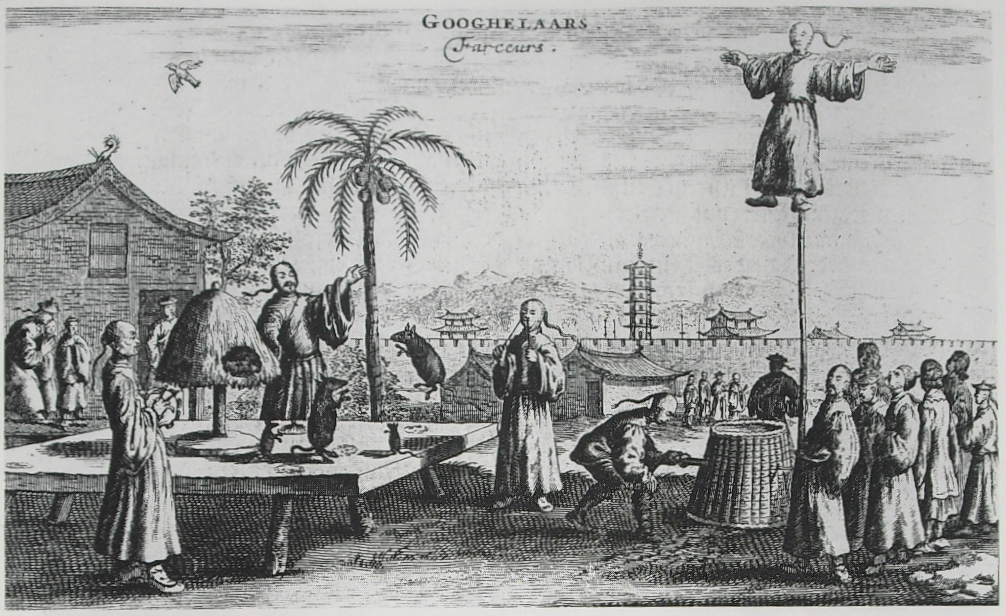
Китайські акробати з косами (1655).

Кочівницька коса (кит.: 辮髪; піньїнь: biànfà) — традиційна чоловіча зачіска кочових народів Азійського степу. Мала вигляд коси або чуба, що носився на потилиці, маківці або скронях оголеної голови. 
Найвідомішою є зачіска маньчжурів, які заплітали косу з трьох пучків на потилиці, виголюючи лоб і скроні. Їхні попередники — кидані, носили такі самі коси на маківці. Серед середньовічних монголів були поширені зачіски із двома косами, які запліталися на скронях. 
Після завоювання Китаю маньчжурами в 1644 році уряд маньчжурської династії Цін зобов'язав все чоловіче населення країни виголювати маньчжурські коси на знак покори завойовникам. Носіння довгого волосся каралося смертю. Через це у тогочасному Китаї ходила приказка: «той хто має голову, не має волосся; той хто має волосся, не має голови». Маньчжурські коси були скасовані після скинення маньчжурського режиму китайцями в ході Сіньхайської революції 1912 року.
В країнах Заходу й Росії 19 століття китайські коси помилково сприймали за давній «китайський звичай». Проте власне китайці, які протестували проти маньчжурського режиму в часи Тайпінського повстання 1856 — 1864 років, підкреслено носили довге волосся. Маньчжури називали їх «довговолосими» (кит.: 長毛; піньїнь: Chángmáo) або «волохатими бандитами» (кит.: 髮賊; піньїнь: Fàzéi).